# مارک اشنایدر (قایقران)
مارک اشنایدر (انگلیسی: Marc Schneider؛ زادهٔ april ۲۸, ۱۹۷۳ (۵۱ سال)) ورزشکار روئینگ اهل ایالات متحده آمریکا است.
وی در مسابقات کشوری و بین‌المللی در مجموع برندهٔ ۱ مدال طلا، ۱ مدال برنز شده‌است.